# Кауфман, Иоанн-Готфрид
Иоанн-Готфрид Кауфман (Kaufmann; 1751—1818) — механик и часовых дел мастер в Дрездене.
Занимался производством часов, которые одновременно играли на флейте, органе и арфе. В 1811 году Кауфман создал своё самое известное произведение — механизм часов на главной площади Дрездена. В полдень они играют на виолончели, а в полночь на тромбоне.
После смерти Иоганна Готфрида Кауфмана его сын и внук Кауфмана Фридрих Теодор Кауфман (1823—1872) продолжили семейное дело и совместно разработали многочисленные улучшенные музыкальные произведения вплоть до Оркестра (1851). В Дрездене семья создала «Акустический кабинет», который долгое время служил как коллекцией, так и выставочным местом для их творений и был достопримечательностью.